# Mine your Own Business
Mine your Own Busniess epizoda je iz Scooby Doo, Where Are You!
- Trajanje: 20 min
- Datum: 4 Listopada 1969.
- Epizoda: 4.
- Sezona: 1.
- zločinac: Miner 49-ti

## Radnja
Zahvaljujući Shaggyju, s naopako okrenutom kartom društvo stigne u Zlatni grad (Gold city), stari grad začaran duhovima. Tamo naiđu na jedan hotel. Big Ben i Hank su vlasnici tog hotela. Oni im ispričaju groznu priču o Mineru 49-om. Oni počnu istraživati. Naiđu na klavir, a iz njega i oko njega duhovi. Naposljetku oni nađu lift gdje se spuste u rudnik. Tamo otkriju da je Hank Miner 49-ti.

## Glasovi
- Don Messick kao Scooby Doo
- Casey Kasem kao Shaggy Rogers
- Nicole Jaffe kao Velma Dinkley
- Steffanianna Christopherson kao Daphne Blake
- Frank Welker kao Fred Jones
- Miner 49-ti/Hank
- Big Ben

## Vanjske poveznice
Arhivirana inačica izvorne stranice od 10. svibnja 2019. (Wayback Machine)